# الرجل العنكبوت 3 (فلم)
الرجل العنكبوت 3 (بالإنجليزية: Spider-Man 3 سبايدر-مان 3) هو فيلم من إنتاج عام 2007، قام سام رايمي بكتابة وإخراج الفيلم فيما قام إيفان رايمي وإلفين سارجينت بكتابة السيناريو، وهو الفيلم الثالث من سلسلة أفلام الرجل العنكبوت. الفيلم من بطولة توبي ماغواير، كريستين دانست، جيمس فرانكو، توماس هادن تشورتش وتوفر غريس.

## ملخص القصة
تدور أحداث الجزء الثالث بنفس الشخصيات الأساسية وهم بيتر باركر (سبايدرمان) ماري جين وهاري اوزبورن وياتي شخصية كل من ساند مان وادي حيث يكون سبايدرمان ولكن شرير
تبدا القصة بإنقاذ بيتر ابنة العمدة ويتسلم مفتاح المدينة وعندها يصيبه الغرور وتتوتر علاقته بام جي
في أحد الأيام يتبع بيتر كائن غريب ومن صفاته زياده العدوانية لصاحبة وهو من الطفيليات وعندها يزداد بيتر قوة وعنف وهنا يرتدي بيتر البدلة السوداء
و أيضا يكتشف أن قاتل عمه بين هرب من السجن ويدخل بحقل تجارب فيزيائي ويتحول لساندمان ويذهب بيتر للقضاء عليه بعد أن ملئ الحقد قلبه ويقضي عليه وعلى جانب آخر يذهب هاري ويدور عراك بينه وبين بيتر إلا أن يقع ويفقد الذاكرة وتستكمل أحداً الفيلم إلا أن يرجع هاري لذاكرته وعندها يقوم بابعاد ماري جين عن بيتر بعدها يقرر بيتر خلع البدلة السوداء ويرتديها ادي المصور
يتفق كل من ساند مان وادي على خطف ام جي وقتل سبايدرمان يذهب سبايدرمان لهاري ويطلب مساعدته ولكنه يرفض ويكشف بيرنرد خادم المنزل الحقيقة لهاري أن والده قتل نفسه وسبايدرمان لم يقتله ويبدأ القتال بين سبايدر مان والآخرين ولم يستطع أن يتغلب عليهم إلا أن يأتي هاري ويشكلان فريقا رائعا ويدمران ساندمان وبعدها يمسك ادي ب بيتر ويهم أن يقتله فيقف هاري لحماية بيتر ويموت عندها يغضب بيتر ويقتل ادي والكائنات الغريبة بقنبله.

## وصلات خارجية
- مقالات تستعمل روابط فنية بلا صلة مع ويكي بيانات
- (بالإنجليزية) الموقع الرسمي
- (بالإنجليزية) الرجل العنكبوت 3  في قاعدة بيانات الأفلام على الإنترنت (بالإنجليزية)
- (بالإنجليزية) الرجل العنكبوت 3 في روتن توميتوز.

ar → en
Angeles